# Schafalm (Axamer Lizum)
Die Schafalm ist eine bewirtschaftete Hütte in den Stubaier Alpen über dem Tiroler Inntal, im Wander- und Schigebiet Axamer Lizum.
Die Hütte liegt rund 500 Meter nordwestlich der Talstation der Axamer Lizum auf ungefähr gleicher Höhe. Im Gegensatz zu den anderen Hütten in der Axamer Lizum ist sie hauptsächlich für den Sommerbetrieb ausgelegt.
Von Axams führt ein Forstweg in 2¼ Stunden zur Hütte. Hierbei lässt man den Adelshof zur Linken liegen.
Im Winter können zwei Rodelbahnen genutzt werden: Von Axams führt eine Rodelbahn durch das Axamer Tal in die Axamer Lizum. Seit 2016 zweigt ein Weg beim oberen Ende der Rodelbahn ab und führt direkt zur Schafalm. Die zweite Rodelbahn beginnt bei der Schafalm und führt zur Pleisenhütte.